# War Babies (band)
War Babies was een Amerikaanse hardrockband uit Seattle. De band is in 1988 opgericht door voormalig TKO gitarist Tommy "Gun" McMullin en zanger Brad Sinsel. Ondanks de classificatie als hardrockband bevatte de muziek ook karaktertrekken van grunge. War Babies heeft slechts één album uitgebracht: hun debuutalbum in 1992.

## Geschiedenis
In 1988 startte TKO-zanger Brad Sinsel een soloproject genaamd Suicide Squad met drummer Richard Stuverud (ex-The Fastbacks en ex-Fifth Angel).
Nadat dit project was voltooid, startten Sinsel en Stuverud, tezamen met TKO-gitarist Tommy McMullin, de band War Babies, waarmee zij al snel bekendheid verwierven in Seattles muziekscene. Zij speelden onder andere met Mother Love Bone, Alice in Chains en Soundgarden.
In 1990 werd de band tijdelijk versterkt door Jeff Ament, die alweer snel vertrok om met Stone Gossards nieuwe band Pearl Jam op te treden.
Kort hierna tekende de band bij Columbia Records. Doordat Columbia druk bezig was Aerosmith weg te lokken bij Geffen, liep de verschijning van het album War Babies vertraging op. Na het mislukken van de acquisitie van Aerosmith probeerde Columbia een eigen Aerosmith te creëren met War Babies. Zodoende werd in 1992 het album uitgebracht met als bezetting Brad Sinsel (zang), Guy Lacey (gitaar), Tommy McMullin (gitaar), Shawn Trotter (bas) en Richard Stuverud (drums).
De eerste single, "Hang Me Up", werd geschreven door McMullin en Paul Stanley. Twee andere singles werden uitgebracht, "Blue Tomorrow" (opgedragen aan Andrew Wood, een vriend van Sinsel en McMullin) en de powerballad "Cry Yourself To Sleep".
De sound van War Babies werd echter te glam gevonden voor die tijd, wat leidde tot het uiteenvallen van de band in 1993. Na het einde van de groep ging McMullin verder met de band The Dead Letters, Lacey en Trotter startten de band 8 Days In Jail. Stuverud was betrokken bij verschillende bands uit Seattle, onder andere Three Fish, een nevenproject met onder anderen Pearl Jam-bassist Jeff Ament in de formatie. Meest recentelijk was McMullin voorman van zijn eigen band, Gunn and the Damage Done. Sinsel is voorman bij zijn band American Standard.

### Discografie
- War Babies (1992 Columbia Records / 2003 Ulftone Records)